# Michael Heine (Bankier)
Michael (Michel) Heine (* 19. April 1819 in Bordeaux; † 10. November 1904 in Paris) war ein französischer Bankier und Geschäftsmann, Neffe des Hamburger Bankiers Salomon Heine und Cousin des deutschen Dichters Heinrich Heine. Er emigrierte nach New Orleans (USA), wo er Marie Amélie von Miltenberg (* 25. April 1832 in New Orleans) heiratete.
Zusammen mit seinem Bruder Armand und dem Pariser Bankhaus Rothschild Frères gründete er in den frühen 1860er Jahren das Bankhaus A. & M. Heine in New Orleans, das in den 1880er Jahren auch in Paris tätig wurde.

## Bankhaus Fould und Bankhaus A. & M. Heine
1795 wurde das Bankhaus Fould durch Beer Leon Fould in Paris gegründet, dessen Firmenname aber mehrmals geändert wurde, vom oben genannten Namen über B. L. Fould und Fould Oppenheim sowie Fould, Oppenheim & Co. zu Fould & Co. Armand und Michel Heine wurden Teilhaber des Bankhauses von Fould & Co.
Spätestens ab 1864 waren sie selbständig in den USA unter dem Namen A. & M. Heine in New Orleans tätig. In den Jahren 1883 gründeten Armand und Michel Heine auch in Paris ihre eigene Familienbank unter dem Namen Armand & Michel Heine. Unter seinen früheren Namen war das Bankhaus bereits in viele Geschäftsoperationen im Bereich des Eisenbahnbaus in Spanien einbezogen. In den USA wurde das Geschäft auf Louisiana und weitere Städte im Osten des Landes ausgeweitet. 1881 kauften A. & M. Heine zusammen mit Rothschild Frères die Panama Railroad.

## Rückkehr
Nach dem Bürgerkrieg in den Vereinigten Staaten gingen Michael und Marie Amélie zurück nach Frankreich und waren dort als Grundstücksmakler und Architekten tätig. Unter anderem entwarfen sie Luxusvillen und Landhäuser in und rund um Paris. Sie wohnten in Paris in der Allee Hoche 21. Michael Heine investierte u. a. im Baumwollgeschäft und unterhielt finanzielle Beziehungen zum französischen Kaiser. Er und seine Frau wurden später im Familiengrab auf dem Kirchhof in Richelieu begraben.